# Omine
OMINE är den andra delen i den svit som påbörjades med HOYA av och med Malou Berg. Omine släpptes september 2005 på etiketten MALOU.
Texterna är skrivna på ett påhittat språk.
Medverkande musiker: Lars Danielsson, kontrabas och cello, Xavier Desandre Navarre, slagverk, Manuel Iman, gitarr, Keyboards samt producent: Bo Westman, m.fl. Inspelat och mastrat av Lars Nilsson, Nilento Studio i Göteborg.

## Låtlista
1. Triadong
2. Omaniå
3. Kanawah
4. Houh Wah
5. Ion Kanteh
6. Omine
7. Ah Eee
8. Nemi Anatowa
9. O Ayå
10. Seij Jah
11. Gadhe